# Amedeo Peyron
Vittorio Amedeo Peyron, der Vorname auch in der Namensform Amadeo (* 2. Oktober 1785 in Turin; † 27. April 1870 ebenda) war ein italienischer Orientalist und Sprachforscher.

## Berufliche Laufbahn
Seit dem Jahre 1815 war Peyron an der Turiner Universität als Professor für orientalische Sprachen tätig. In seinem Fachgebiet befasste er sich besonders mit der Erforschung der koptischen Sprache. Seine Arbeiten über diese Sprache verschafften ihm bald einen internationalen Ruf, wobei sein koptisches Wörterbuch und eine Grammatik der koptischen Sprache, die er nach jahrelanger Forschung herausgab, seinen Ruhm in diesem Forschungsgebiet begründeten und festigten.
Peyron erwarb sich darüber hinaus große Verdienste durch die Veröffentlichung der Papyri aus den Turiner und Wiener Sammlungen sowie durch seine Palimpsestforschungen, bei denen er bisher unbekannte Fragmente von Werken Ciceros, des Empedokles und des Parmenides sowie des Codex Theodosianus entdeckte.

## Ehrungen
- Peyron war Mitglied der Turiner Akademie der Wissenschaften.
- Seit 1820 war er korrespondierendes Mitglied der Bayerischen, seit 1836 der Preußischen Akademie der Wissenschaften.[1] und seit 1854 auswärtiges Mitglied der Académie des Inscriptions et Belles-Lettres.[2]
- Am 31. Mai 1865 wurde er als ausländisches Mitglied in den Preußischen Orden Pour le Mérite für Wissenschaft und Künste aufgenommen.[3][4]
- Peyron war u. a. Ritter der Ehrenlegion und Ritter des Ordens der Krone von Italien (cavaliere di gran croce dell'Ordine della Corona d'Italia).

## Werke
- Lexicon Linguae Copticae. 1835.
- Peyronis Lexicon copticum. Accedunt auctaria ex Ephemeridi aegyptiaca berolinensi excerpta. Hrsg. von . Calvary. Berlin 1896.
- Grammatica Linguae Copticae. 1841.
- Untersuchungen über Papyrusrollen, koptische Handschriften und eine Stele mit dreifacher Inschrift im königlichen ägyptischen Museum zu Turin. 1824.
- Empedoclis et Pramenidis fragmenta ex codice Taurinensis bibliothecae restituta et illustrata.[Hrsg.] Amadeo Peyron. Leipzig 1814.
- Codicis Theodosiani fragmenta inedita ex codice palimpsesto bibliothecae. [Autor] Theodosius (Imperium Byzantinum, Imperator, II.),[Hrsg.] Vittorio Amadeo Peyron.1823.